# Astralasia
Astralasia ist eine britische Musikgruppe im Bereich der elektronischen Musik.

## Geschichte
Die Gruppe begann 1990 ursprünglich als im Bereich Ambient und Dub angesiedeltes Nebenprojekt von Musikern der psychedelischen Poprockband Magic Mushroom Band. Bald etablierte sich Astralasia auch im Bereich elektronischer Tanzmusik mit Versatzstücken aus House und Psytrance. Die Gruppe besteht bis heute fort, während die Magic Mushroom Band seit 1995 nicht mehr in Erscheinung getreten ist. Auf ihren neueren Alben Cluster of Waves und Away with the Fairies haben Astralasia mit Simon House zusammengearbeitet.

## Diskografie
- 1991: Pitched up at the Edge of Reality (Magick Eye Records)
- 1992: The Politics of Ecstasy (Magick Eye Records)
- 1994: Whatever Happened to Utopia (Magick Eye Records)
- 1995: Astralogy (Magick Eye Records)
- 1995: Axis Mundi (Magick Eye Records)
- 1996: The Space Between (Magick Eye Records)
- 1997: The Seven Pointed Star (Magick Eye Records)
- 1998: White Bird (Magick Eye Records)
- 2001: Something Somewhere (Transient Records)
- 2006: Away with the Fairies (Talking Elephant)
- 2007: Cluster of Waves (Voiceprint Records)